# Soner Gönül
Soner Gönül (Giresun, 11 giugno 1997) è un calciatore turco, difensore del Samsunspor.

## Carriera

### Primi anni
Muove i primi passi nelle giovanili del Galatasaray, nel 2017 va in prestito per un anno all'Erbaaspor con cui esordisce in TFF 3. Lig quarto livello del campionato turco di calcio, il 31 agosto 2018 passa al Safakspor, squadra militante in TFF 2. Lig.
Il 24 luglio 2019 si trasferisce al Keçiörengücü Spor Kulübü con cui dispiuta 2 campionati di TFF 1. Lig.

### Samsunspor
Dopo due stagioni si trasferisce al Samsunspor con cui esordisce il 20 agosto 2021 nella vittoria per 3-1 al Nuovo stadio 19 maggio contro il Balıkesirspor Kulübü.

## Caratteristiche tecniche
Gioca principalmente come terzino sinistro ma è stato anche schierato come esterno sinistro di centrocampo

## Statistiche

### Presenze e reti nei club
Statistiche aggiornate al 16 agosto 2025.
| Stagione            | Squadra             | Campionato          | Campionato | Campionato | Coppe nazionali | Coppe nazionali | Coppe nazionali | Coppe continentali | Coppe continentali | Coppe continentali | Altre coppe | Altre coppe | Altre coppe | Totale | Totale |
| Stagione            | Squadra             | Comp                | Pres       | Reti       | Comp            | Pres            | Reti            | Comp               | Pres               | Reti               | Comp        | Pres        | Reti        | Pres   | Reti   |
| ------------------- | ------------------- | ------------------- | ---------- | ---------- | --------------- | --------------- | --------------- | ------------------ | ------------------ | ------------------ | ----------- | ----------- | ----------- | ------ | ------ |
| 2017-2018           | Erbaaspor           | 3L                  | 30         | 3          | CT              | 1               | 0               | -                  | -                  | -                  | -           | -           | -           | 31     | 3      |
| 2018-2019           | Safakspor           | 2L                  | 30         | 0          | CT              | 2               | 1               | -                  | -                  | -                  | -           | -           | -           | 32     | 1      |
| 2019-2020           | Keçiörengücü        | 1L                  | 11         | 1          | CT              | 4               | 0               | -                  | -                  | -                  | -           | -           | -           | 15     | 1      |
| 2020-2021           | Keçiörengücü        | 1L                  | 34         | 3          | CT              | 0               | 0               | -                  | -                  | -                  | -           | -           | -           | 34     | 3      |
| Totale Keçiörengücü | Totale Keçiörengücü | Totale Keçiörengücü | 45         | 4          |                 | 4               | 0               |                    | -                  | -                  |             | -           | -           | 49     | 4      |
| 2021-2022           | Samsunspor          | 1L                  | 33         | 0          | CT              | 0               | 0               | -                  | -                  | -                  | -           | -           | -           | 33     | 0      |
| 2022-2023           | Samsunspor          | 1L                  | 25         | 0          | CT              | 2               | 0               | -                  | -                  | -                  | -           | -           | -           | 27     | 0      |
| 2023-2024           | Samsunspor          | SL                  | 24         | 0          | CT              | 2               | 0               | -                  | -                  | -                  | -           | -           | -           | 26     | 0      |
| 2024-2025           | Samsunspor          | SL                  | 25         | 0          | CT              | 0               | 0               | -                  | -                  | -                  | -           | -           | -           | 25     | 0      |
| 2025-2026           | Samsunspor          | SL                  | 1          | 0          | CT              | 0               | 0               | UEL                | 0                  | 0                  | -           | -           | -           | 1      | 0      |
| Totale Samsunspor   | Totale Samsunspor   | Totale Samsunspor   | 108        | 0          |                 | 4               | 0               |                    | 0                  | 0                  |             | -           | -           | 112    | 0      |
| Totale carriera     | Totale carriera     | Totale carriera     | 213        | 7          |                 | 11              | 1               |                    | 0                  | 0                  |             | -           | -           | 224    | 8      |

## Palmares
- TFF 1. Lig: 1

Samsunspor: 2022-2023